# Бої на Дніпрі (з 2022)
Після завершення в листопаді 2022 року першої фази Контрнаступу ЗСУ на півдні України вздовж Дніпра почалися бойові зіткнення між Збройними силами України та Збройними силами РФ.

## Передумови
За оцінками українських чиновників, до вечора 10 листопада 2022 року половина російських солдатів була виведена через Дніпро. Рано вранці 11 листопада було помічено російських піхотинців, які йшли через понтонний міст до східного берега. Українські колони бронетехніки наблизилися до самого Херсона, проходячи повз кілька міст, сіл та передмість. Коли російські війська відступали через Дніпро, українські війська просувалися далі в Херсонську область та прилеглі території.
Пізніше того ж дня українські війська звільнили Херсон та решту правобережжя Херсонської області.

## Кінбурнська коса

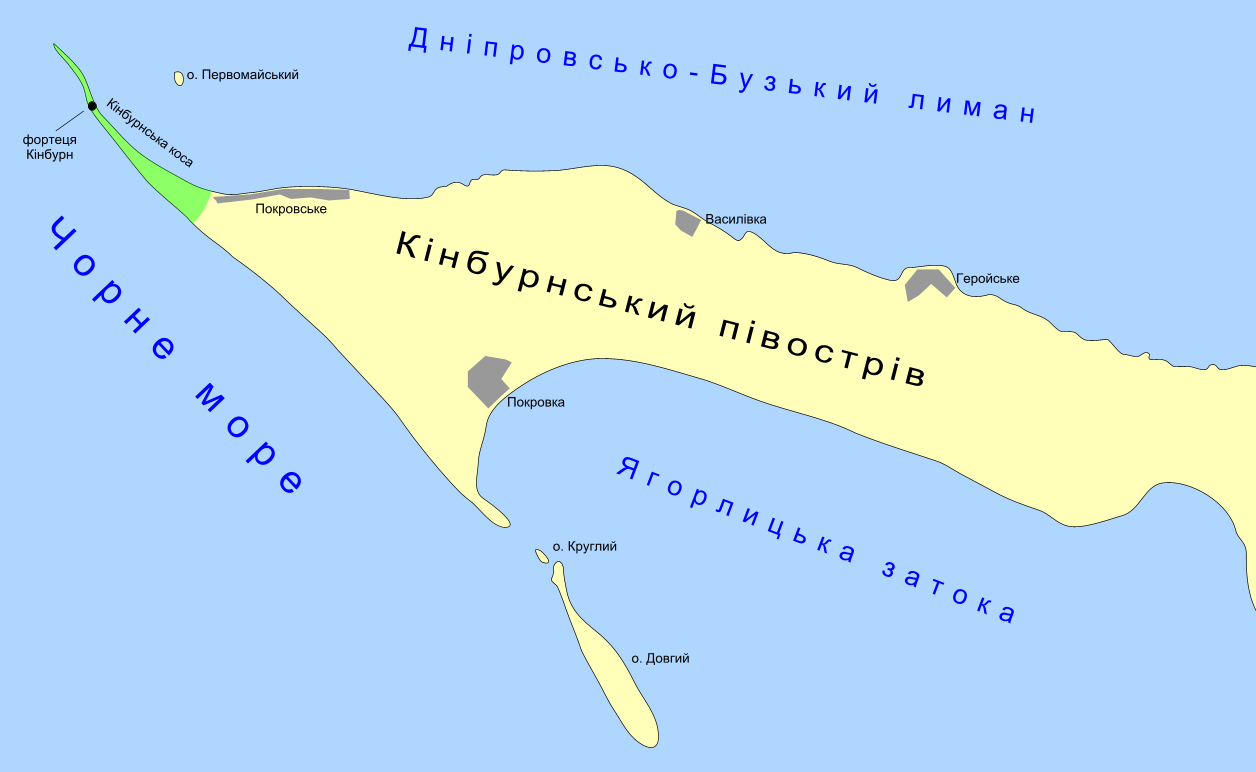
Карта Кінбурнського півострова (жовта) та Кінбурнської коси (зелена)

14 вересня 2022 року російські джерела повідомили про невдалий український десант на Кінбурнську косу. Наступного дня заступник голови Херсонської ЦВА Кирило Стремоусов заявив про понад 120 загиблих українських військових. Інформацію про висадку не була підтверджена Україною.
12 листопада 2022 року речниця ОК «Південь» Наталія Гуменюк заявила про роботу над звільненням усією Миколаївської області, включно з Кінбурнським півостровом
13 листопада російські джерела знову повідомили про невдалу спробу українських військ висадитися в Покровському. Українські чиновники, не заперечили цієї інформації.
14 листопада російські війська запустили зенітні ракети по Очакові, намагаючись перешкодити українському вогневому контролю та затримати майбутні спроби висадки.
16 листопада ОК «Південь» повідомило, що їхні сили завдали понад 50 ударів по косі, щоб перешкодити російським обстрілам і радіоелектронній боротьбі з цього району. Повідомляється, що в результаті ударів загинуло 17 російських військових і було пошкоджено 18 одиниць військової техніки.
18 і 19 листопада тривали українські атаки на косі, успішно вразивши зосередження російських сил і техніки.
22 грудня 2022 року Володимир Сальдо та інші російські джерела стверджували, що українські сили регулярно обстрілювали косу з далекобійної артилерії і в результаті знищили там будівлю російського порту, але неодноразові спроби висадитися на косі все ще відбивалися російськими силами.
6 січня 2023 року російський мілблогер заявив, що українські розвідувальні дії на косі все ще тривають. Двома днями пізніше Наталія Гуменюк заявила, що жодна зі сторін не має повного контролю над Кінбурном і островами Херсонської області.

## Острів Великий Потьомкінський

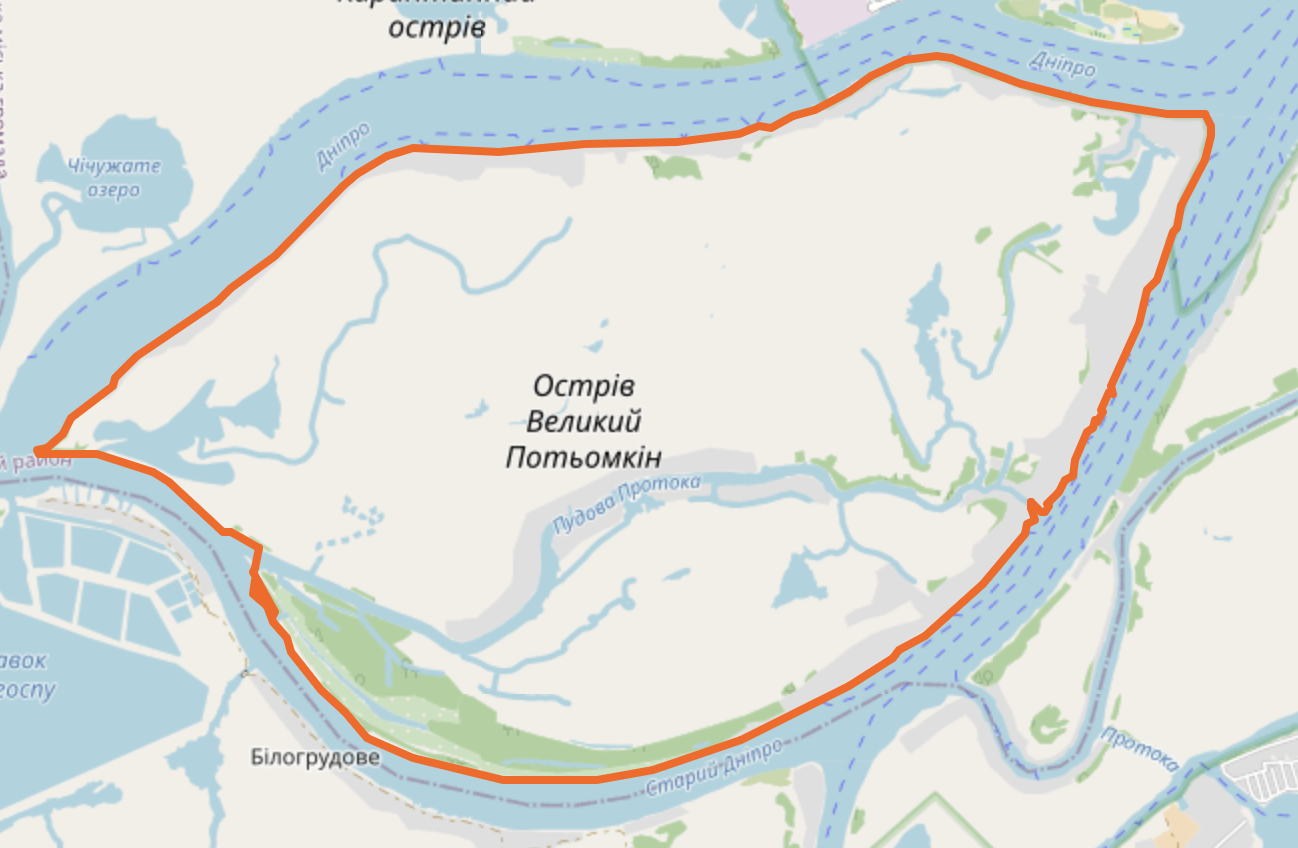
Острів Великий Потьомкінський, обведений червоним контуром

Острів Великий Потьомкінський опинився під російською окупацією на початку конфлікту в результаті кампанії на півдні України. Під час контрнаступу острів було звільнено.
3 грудня 2022 року Україна оголосила про евакуацію громадян з острова через російські обстріли, однак через погодні умови це не відбулося.
9 грудня українські офіційні особи та російські неофіційні джерела стверджували, що 80-та арктична мотострілецька бригада, 25-й полк спецназу та 4-й резерв бойової армії спеціального призначення БАРС знову зайняли острів після успішної десантної операції.
Однак це заперечив Сергій Хлань, радник голови херсонської адміністрації, який заявив, що Росія не має жодної присутності на острові. Всупереч Хланю, Генеральний штаб Збройних сил України 15 грудня заявив, що Росія почала примусову депортацію цивільних осіб з острова, підтверджуючи, що російські війська контролюють острів.
2 січня 2023 року українські джерела, включно з депутатом Олексієм Гончаренком, стверджували, що частина або весь острів відвойований Україною, і незабаром в мережі з'явилося відео, на якому видно українські сили, присутні в його північно-східній частині. Цю новину заперечили російські джерела та офіційно не підтвердили в українському уряді. Було опубліковано кадри, на яких видно, як російські сили діють у прилеглих частинах дельти річки, а російський військовий блогер стверджував, що острів залишається під контролем.

## Лівий берег
3 грудня 2022 року українські війська здійснили висадку на східний берег. Бійці підрозділу повітряної розвідки «Карлсон» підняли український прапор на вежі портового крана та звільнили прилеглу територію.
Протягом 23–24 січня 2023 року українські війська під час нічного рейду висадилися на лівому березі Дніпра в районі Нової Каховки. За даними ГУР МО, під час рейду ЗСУ знищили 12 російських військових і БТР. В ISW заявили, що рейд «вказує на те, що російські війська можуть не мати повного контролю над усією східною береговою лінією річки Дніпро».
31 січня українські війська висадилися на лівому березі річки. Вони ненадовго зайняли позиції, перш ніж російська артилерія змусила їх залишити. Наступного дня, 1 лютого, українські розвідники перебували біля озера Круглого.
6 червня 2023 року російські війська підірвали греблю Каховської ГЕС, що призупинило бойові дії на Дніпрі.
25 червня партизанський рух Атеш заявив, що ЗСУ зайшли на лівий берег Херсонщини, окупанти заявили, що українські військові не менше трьох діб утримують «невеликий плацдарм». Окупанти покинули його через постійні обстріли українською артилерією та загрозу оточення сил ворога.
Не пізніше 8 серпня 2023 року український десант на човнах висадився на лівому березі та пробив російську оборону на 800 метрів углиб. Під час операції спецпризначенці облаштували засідку на захід від Козачих Лагерів Херсонського району та взяли в полон російську розвідувальну групу чисельністю в 16 осіб разом із командиром 1822-го батальйону ЗС РФ майором Юрієм Томовим. За словами російського військкора Єгора Гузенка, українські військові після висадки створили опорний пункт, захопили в полон групу майора Томова та, скориставшись захопленими телефонами й раціями, заманили в засідку російське підкріплення. За його словами, російські втрати склали 25 осіб убитими та полоненими, включно з групою Томова. Пізніше почали з'являтись відео з Томовим в українському полоні.
29 серпня українські військовики виклали відео, на якому вони підіймають прапор на окупованій частині Херсонщини неподалік від Антонівського мосту. Станом на початок вересня 2023 року масштабні бої відсутні, але ведеться контрбатарейна боротьба.
19 жовтня Інститут вивчення війни повідомив, що українські морпіхи ймовірно висадилися на лівому березі Херсонщині. На геолокованих кадрах, опублікованих 18 жовтня, видно, що українські війська просунулися на північ від Піщанівки (14 км на схід від міста Херсон та 3 км від річки Дніпро) та до Пойми (11 км на схід від міста Херсон та 4 км від річки Дніпро).
17 листопада Командування морської піхоти повідомило, що українським підрозділам вдалось закріпитись на кількох плацдармах на лівобережній Херсонщині.
28 квітня 2024 року ЗСУ звільнили острів Нестрига.